# ADULT VIDEO ORIGINAL SOUND TRACK
『ADULT VIDEO ORIGINAL SOUND TRACK』（アダルト ビデオ オリジナル サウンド トラック）は、2006年3月23日に発売された東京事変の2枚目のアナログ盤アルバム。発売元は東芝EMI／Virgin Music。

## 概要
ミュージック・ビデオ集「ADULT VIDEO」のオリジナル・サウンドトラックという扱いになっているアナログ盤アルバム。12インチアナログ盤。初回生産限定。

## 収録曲
全作詞・作曲：椎名林檎（注記を除く）
Side A
1. 修羅場（シングル・バージョン）
2. 恋は幻（シングル・バージョン）
  - 作詞・作曲：ネッド ドヒニー
3. 黄昏泣き for mother

Side B
1. 秘密 for DJ
2. 歌舞伎
3. 喧嘩上等